# ČZ 500
ČZ 500, někdy označován jako ČZ 500 Tourist; byl nejsilnější předválečný motocykl vyráběný v České zbrojovce Strakonice. Celkem bylo vyrobeno pouhých 587 kusů tohoto typu motocyklu. Byl vyroben také ČZ 500 Vatikán, který sloužil jako doprovod papeže ve Vatikánu. Klasická verze měla černou barvu s stříbrnými koly a vývozní verze do Vatikánu byla bílá se zlatými koly. Za příplatek byl k motocyklu montován i postranní vozík.
Historie motocyklu ČZ 500 začala v roce 1937, kdy byl motocykl vyvinut a původně měl sloužit armádním účelům. Rám motocyklu byl inspirován ČZ 250 Tourist; lišil se pouze v několika maličkostech (např. vzpěry u motoru). Pérování vpředu bylo zesíleno dvojicí zapouzdřených per. Motor byl inspirován německým motocyklem DKW NZ 500, ale proti jeho třírychlostní převodovce je čtyřrychlostní.

## Technické parametry
- Rám:
- Suchá hmotnost:
- Maximální rychlost: 115 km/h
- Spotřeba paliva: 4,5 l/100 km